# Arbre généalogique de Gengis Khan

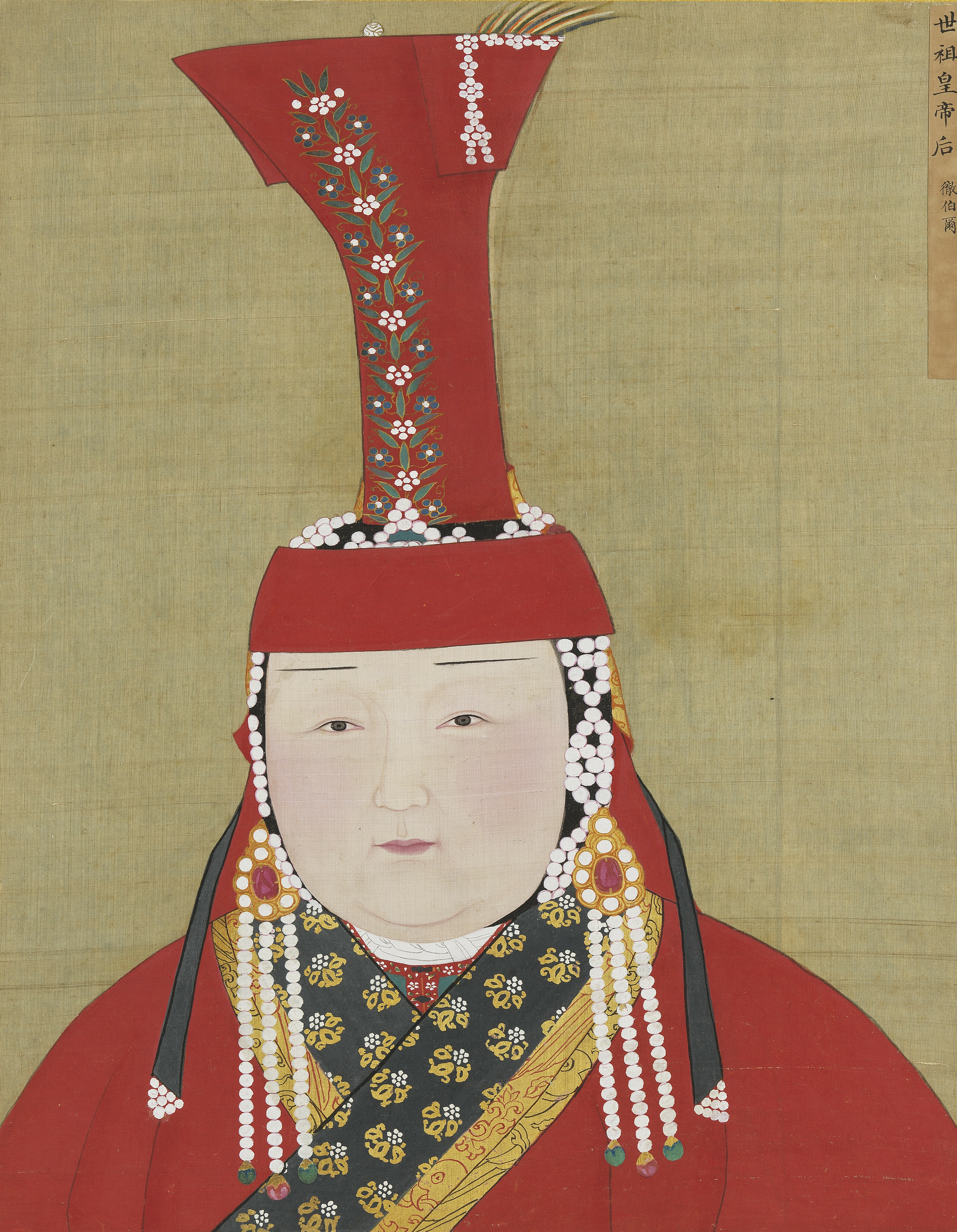
Chabi, femme de Kubilai Khan

Ceci est une partie de l'arbre généalogique de Gengis Khan.

## Ascendance
L'ascendance légendaire de Gengis Khan (Temüdjin) est retracée dans l'Histoire secrète des Mongols jusqu'à l'union du Loup gris-bleu (Börte Chino) et de la Biche fauve (Qo'ai maral).
- Qaïdou
  - Baïchinghor
    - Toumbinaï
      - Qaboul
        - Okin-Barqaq
          - Qutuqou / Sorqatou
            - Setchè-béki
            - Taïtchou

        - Bartan Ba'atour
          - Menggètu
          - Nèkun-taïchi
            - Qoutchar

          - Yesügei ép. Hö'elün
            - Temüdjin
            - Qasar
            - Qatchi'oun
              - Eldjidèi

            - Tèmugè
            - Temülün
            - Bekhter
            - Belgutei

          - Daritaï

        - Qutuqu-Munggur
          - Buri-bökö

        - Qoutoula
          - Djötchi
          - Girma'u
          - Altan

        - Qoulan
          - Yèkè-tchèren

        - Qada'an
        - Tödöyen

  - Tcharaqaï
    - Senggum
      - Ambaqaï

  - Tchaodjin

## Descendance
- Gengis Khan ép. Börte
  - Djötchi
    - Orda (premier khan de la Horde bleue)
      - Khounguiran
      - Kouremsa (ru)
      - Sartaqtaï

    - Batu, premier khan de la Horde d'or (1243 à 1255)
      - Sartaq, khan de la Horde d'or (1255 à 1256)
        - Ulaqtchi, khan de la Horde d'or (1256 à 1257)

      - Toqoqan ep. Khuchukhaduni
        - Mengü Temür, khan de la Horde d'or (1266 à 1280)
          - Toqtaï, khan de la Horde d'or (1290 à 1312)
          - Tudan

        - Tuda Mangu, khan de la Horde d'or (1280 à 1287)
          - Marija
          - Tuogulieer

    - Berké, khan de la Horde d'or (1257 à 1266)
    - Chayban
      - Chaybanides

    - Terval
      - Tatar
        - Nogaï
          - Tzaka

    - Tuq-timur
      - Khans de Crimée et de Kazan

  - Djaghataï
    - Mutukan
    - Yissu Mangu , khan du khanat de Djaghataï de 1246 ou 1247 à 1252
    - Saruban
    - Baidar (mn)
    - Mochi Yebe
    - Djaghataïdes

  - Ögedeï, grand khan (1229-1241) ép. Töregene
    - Güyük, grand khan (1246-1248) ép. Oghul Qaïmich
      - Qutcha
      - Baqu
      - Qughu

    - Godan
    - Kütchü
    - Qaratchar
    - Qachin
      - Qaïdu
        - Tchapar

    - Kadan

  - Tolui ép. Sorgaqtani
    - Möngke, grand khan (1251-1259)
    - Kubilai, grand khan (1260-1294)
      - Dynastie Yuan

    - Houlagou
      - Ilkhanides

    - Ariq Boqa